# Alexander Eriksson
Alexander Eriksson, född 21 mars 1989 i Ånäset, Robertsfors kommun, är en svensk före detta professionell ishockeyspelare (back). Hans moderklubb är Nysätra IF.